# Німецький ультиматум Литві

Східна Пруссія після набрання чинності ультиматуму: Клайпедська область/Мемельська земля зображена пунктирним зеленим кольором.

Німецький ультиматум Литві 1939 року (нім. Deutsche Ultimatum an Litauen im Jahr 1939) — усний ультиматум, пред'явлений міністром закордонних справ нацистської Німеччини Йоахімом фон Ріббентропом міністру закордонних справ Литви Юозасу Урбшису 20 березня 1939. Німеччина вимагала, щоб Литва передала їй відокремлений від Німеччини після Першої світової війни Клайпедський край (Мемель), інакше Вермахт вторгнеться в Литву. Ця вимога не стала несподіваною після років зростання напруженості між обома державами, нарощування пронацистської пропаганди в регіоні та продовжуваної німецької експансії.
Ультиматум висунуто всього через п'ять днів після нацистської окупації Чехословаччини. Чотири підписанти Клайпедської конвенції 1924 року, яка гарантувала збереження статусу-кво області, не запропонували ніякої істотної допомоги. Сполучене Королівство і Франція додержувались політики умиротворення, а Італія і Японія відкрито підтримували Німеччину. 22 березня Литва вимушено прийняла ультиматум. Для Німеччини це було останнє територіальне надбання перед Другою світовою війною; для Литви передача краю обернулася великим спадом в економіці і зламом морального духу; для Європи це означало подальше наростання довоєнної напруженості.

## Клайпедський спір
Важливий морський порт у Східній Пруссії — Клайпеда (нім. Memel) статтею 28 Версальського договору відокремлено від Німеччини, а на підставі статті 99 цього договору передано в управління союзникам. Керівництво областю перебрала на себе Франція, між тим, Литва продовжувала добиватися контролю над краєм, заявляючи, що він повинен належати Литві на підставі наявності там значної частки литовського населення (див. Мала Литва) та з огляду на те, що це був би єдиний вихід для Литви до Балтійського моря. Польща також претендувала на цю територію. Оскільки союзні держави вагалися з ухваленням рішення і здавалося, що цей регіон залишиться вільною державою на зразок вільного міста Данциг, Литва взяла на себе ініціативу і влаштувала у січні 1923 Клайпедський заколот. Радянська Росія і Німеччина підтримали цю акцію. Область приєднано до Литви у статусі автономної території зі своїм власним парламентом. Площа краю становила близько 2 400 км², на якій проживало приблизно 140 000 осіб.
У 1920-х Литва і Німеччина підтримували відносно нормальні взаємини, адже їх об'єднували антипольські настрої. У січні 1928 року після довгих і важких перемовин Німеччина і Литва підписали договір про кордон, який залишив Клайпеду за Литвою. Проте в 1930-х почала зростати напруженість після того, як Веймарську республіку змінив Третій Рейх. Особливо напружений період настав у лютому 1934 року, коли уряд Литви заарештував десятки пронацистських активістів. У відповідь на ці арешти і судові процеси Німеччина оголосила бойкот на імпорт сільськогосподарської продукції з Литви. Бойкот спричинив економічну кризу на Сувальщині (південна Литва), де сільські господарі влаштували бурхливі протести. Проте після референдуму про статус Саару у 1935 році більшість пронацистських в'язнів дістали амністію. Слідом за амністією постраждав престиж Литви як за кордоном, так і в Клайпедському краї, що дозволило Німеччині посилити свій вплив у цій області.

## Зростання напруженості
Навесні 1938 Гітлер особисто заявив, що відвоювання Клайпеди є одним із його найвищих пріоритетів, поступаючись хіба що тільки здобуттю Судетської області. Коли у березні 1938 року Польща пред'явила Литві свій ультиматум, Німеччина відкрито заявила, що в разі військового зіткнення між Польщею та Литвою її армія вторгнеться в Литву, щоб захопити Клайпеду і більшу частину західної Литви. Через тиждень після того, як Литва прийняла польський ультиматум, Німеччина представила меморандум із одинадцятьох пунктів, в якому вимагала свободи дій для пронімецьких активістів і послаблення литовського впливу у спірній області. Його пункти було викладено навмисно розпливчасто, що давало б Німеччині змогу звинуватити Литву у їх порушенні. Литва вирішила відкласти розв'язання цієї проблеми в надії, що міжнародна ситуація покращиться. Водночас вона надіялася не дати німецькому населенню жодних підстав для нарікань.
Ця тактика не увінчалася успіхом: пронацистська пропаганда і протести набули загрозливого розмаху, навіть серед литовського населення, а місцевий уряд був не в силах їх відвернути. Нацисти фізично утискали литовські організації. 1 листопада 1938 року Литва під тиском скасувала воєнний стан і цензуру преси. У ході грудневих виборів у парламент Клайпедського краю пронімецькі партії здобули 87 % голосів виборців цієї області (25 місць із 29). У лютому 1938 року випустили з в'язниці головного відповідача на процесах 1934 року д-ра Ернста Ноймана, і він очолив пронімецький рух Клайпеди. У грудні його прийняв Адольф Гітлер, запевнивши, що питання Клайпеди буде вирішено у березні або квітні 1939 року. Нойман та інші нацистські активісти домагалися права на самовизначення для цієї області і зажадали від Литви розпочати переговори з питання про політичний статус Клайпеди. Очікувалося, що парламент проголосує за повернення до Німеччини, коли його скличуть 25 березня 1939. Офіційні канали Німеччини з цього питання зберігали мовчання. Німеччина надіялася, що Литва добровільно відмовиться від клопітного краю, а громадянська позиція могла б зашкодити чутливим дискусіям із Польщею, у які вона тоді була втягнута, щодо антикомуністичного союзу проти СРСР.

## Ультиматум
До литовського уряду дійшли чутки, що Німеччина має конкретні плани зайняти Клайпеду. 12 березня міністр закордонних справ Урбшис представляв Литву на коронації папи Пія XII у Римі. На зворотному шляху в Литву він зупинився у Берліні з надією на прояснення цих дедалі сильніших чуток. 20 березня Ріббентроп погодився зустрітися з Урбшисом, але без Казиса Шкірпи, якого попросив почекати в іншій кімнаті. Розмова тривала близько 40 хвилин. Ріббентроп вимагав повернення Клайпеди Німеччині і погрожував військовими діями. Урбшис передав словесний ультиматум урядові Литви. Оскільки ультиматум ніколи не був викладеним на папері і не містив офіційного крайнього строку, деякі історики применшують його вагу, описуючи його не стільки як ультиматум, скільки як «набір вимог». Однак було дано зрозуміти, що в разі опору з боку Литви буде застосовуватися сила, і було попередження не шукати допомоги в інших країн. Хоча і не давався чіткий строк, було сказано, щоб Литва не зволікала з рішенням і що будь-які сутички або німецькі втрати неминуче викличуть реакцію з боку німецьких збройних сил.
Литва таємно повідомила про ці вимоги сторони, що підписали Клайпедську конвенцію, оскільки технічно вона не могла передати Клайпеду без згоди цих підписантів. Італія та Японія підтримали в цьому питанні Німеччину, а Велика Британія і Франція висловили Литві співчуття, але вирішили не надавати ніякої суттєвої допомоги. Вони проводили добряче розрекламовану політику умиротворення Гітлера. Велика Британія розглядала це питання так само, як вона поставилася до Судетської кризи, і не складала ніяких планів із надання допомоги Литві або іншим прибалтійським державам, якщо вони зазнають нападу з боку Німеччини. Радянський Союз, підтримуючи Литву у принципі, не хотів через це псувати свої відносини з Німеччиною, оскільки він припускав можливість союзу з нацистами. Без будь-якої відчутної міжнародної підтримки Литва не мала вибору, крім як прийняти ультиматум. Литовська дипломатія характеризувала цю поступку як «неминуче зло», яке б дозволило Литві зберігати свою незалежність і підтримувати надію на те, що це всього лише тимчасовий відступ.

## Підписання договору
23 березня о 1:00 ночі Урбшис і Ріббентроп підписали договір, який набирав чинності 22 березня, про те, що Литва добровільно передає Клайпедський край Німеччині. Договір включав п'ять статей:
| Ліві лапки | Стаття І: Клайпедський край, відірваний від Німеччини за Версальським договором, возз'єднується з Німецьким рейхом, починаючи відсьогодні. Стаття II: Клайпедський край підлягає негайному звільненню від литовських військ і сил поліції. Уряд Литви подбає про те, щоб залишити територію упорядкованою, незважаючи на евакуацію. Обидві сторони за потреби призначать комісарів, які будуть здатні провести передачу адміністративних повноважень, що не перебувають у руках автономних органів влади Клайпедського краю. Врегулювання інших питань, які випливають зі зміни державного суверенітету, особливо економічних і фінансових, питань щодо посадовців та громадянства, закріплюється за спеціальними угодами. Стаття III: Ідучи назустріч потребам литовської економіки, у Клайпеді для Литви буде створено зону вільного порту. Подробиці будуть чітко прописані згідно з указівками, вміщеними в додатку до цієї угоди. Стаття IV: З метою підсилення свого рішення та забезпечення розвитку дружніх відносин між Німеччиною і Литвою, обидві сторони беруть на себе зобов'язання не застосовувати проти другої сторони силу та не підтримувати напад із боку третьої сторони проти однієї з двох сторін. Стаття V: Цей договір набуває чинності з моменту його підписання. На посвідчення чого повноважні представники обох сторін підписують цей договір, підготовлений у двох примірниках, по одному німецькою та литовською мовами. Берлін, 22 березня 1939 | Праві лапки |

— Литовсько-німецький договір за цитатою з «Нью-Йорк Таймс»

## Наслідки
Ще до того як договір було підписано, німецькі вояки вже увійшли у Клайпедський порт. Це трапилося наступного дня після прийняття ультиматуму Литвою. Тоді ж Гітлер особисто прибув у місто на облавку крейсера «Дойчланд» і виголосив коротку промову. З'єднання військових кораблів, яке рушило в Клайпеду, складалося з крейсерів «Адмірал Граф Шпее», «Нюрнберг», «Лейпциг» і «Кельн», двох ескадр есмінців, трьох флотилій міноносців і однієї — допоміжних суден. Литовський же флот мав лише один військовий корабель — 580-тонний переобладнаний тральщик «Президент Смятона». Поки німці святкували повернення міста, європейські політики висловлювали побоювання, що наступною мішенню Гітлера стане Вільне місто Данциг.
| Галузь                          | Виробництво (у тисячах литів) | Виробництво (% від сук. нац. пр.) |
| ------------------------------- | ----------------------------- | --------------------------------- |
| Видобуток торфу                 | 1 272                         | 13,3                              |
| Металообробка і машинобудування | 2 377                         | 10,6                              |
| Хімікати                        | 7 747                         | 36,6                              |
| Вироби зі шкіри та хутра        | 764                           | 4,2                               |
| Текстиль                        | 28 257                        | 44,2                              |
| Лісоматеріали                   | 20 899                        | 53,9                              |
| Папір і друк                    | 20 744                        | 57,6                              |
| Продовольство                   | 27 250                        | 21,5                              |
| Одяг                            | 1 495                         | 6,6                               |
| Електрика і газ                 | 4 938                         | 28,6                              |

Безумовне прийняття президентом Антанасом Сметоною двох ультиматумів (польського і німецького) у проміжку трохи більше одного року стало основним джерелом невдоволення його авторитарним правлінням. Німецький ультиматум запустив політичну кризу: пасивний кабінет Владаса Міронаса було замінено кабінетом міністрів на чолі з генералом Йонасом Черніусом. Уперше з моменту державного перевороту 1926 уряд включав членів опозиції: Леонаса Бістраса з Християнсько-демократичної партії Литви, призначеного міністром освіти, та Юргіса Крікщунаса з Литовського народного селянського союзу, призначеного на посаду міністра сільського господарства. Через заборону інших партій Бістрас і Крікщунас офіційно значилися незалежними приватними громадянами. Відтоді членами кабінету стали чотири генерали. Однак навіть назрівання міжнародної кризи не спонукало литовських політиків об'єднатися, і вони продовжували займатися дрібними політичними суперечками.
Втрата єдиного доступу до Балтійського моря стала серйозним ударом по економіці Литви. Від 70 % до 80 % зовнішньої торгівлі проходило через Клайпеду. В області, яка становила лише близько 5 % території Литви, містилась третина її промисловості. Литва також втратила свої значні інвестиції в інфраструктуру Клайпедського порту. Приблизно 10 000 біженців, переважно євреї, покинули край у пошуках притулку та підтримки від уряду Литви. Литовці засумнівалися в долі своєї країни: у березні-квітні зняття депозитів у банках і кредитних установах сягнуло майже 20 % загальної суми вкладів. Після втрати Клайпеди Литва сповзала в німецьку сферу впливу, особливо в галузі торгівлі. Наприкінці 1939 року частка Німеччини в литовському експорті становила 75 %, а в імпорті — 86 %. Німеччина та СРСР уклали в 1939 році пакт Молотова — Ріббентропа, розділивши Східну Європу на свої сфери впливу. Спочатку Литва була віддана на відкуп Німеччині. Нацисти пішли так далеко, що запропонували німецько-литовський військовий союз проти Польщі й пообіцяли повернути Віленський край, але Литва додержувалася своєї політики суворого нейтралітету.